# Hermógenes Fonseca
Hermógenes Fonseca (Rio de Janeiro, 4 november 1908 - datum overlijden onbekend) was een Braziliaans voetballer. De middenvelder zat in de selectie van het Braziliaans voetbalelftal tijdens het Wereldkampioenschap voetbal 1930. Hij speelde beide wedstrijden en daarna was Brazilië uitgeschakeld.